# Laminacauda aluminensis
Laminacauda aluminensis är en spindelart som beskrevs av Alfred Frank Millidge 1991. Laminacauda aluminensis ingår i släktet Laminacauda och familjen täckvävarspindlar. Inga underarter finns listade i Catalogue of Life.